# 中津信雄
中津 信雄（なかつ のぶお、1958年12月27日 - ）は、北海道小樽市出身の元スキージャンプ選手、指導者。

## プロフィール
小樽市立向陽中学校、小樽北照高等学校を経て1977年雪印乳業入社。1982年3月に現役引退し、1986年から雪印乳業コーチ、1990年から1993年まで雪印乳業監督。
1981/82シーズンはスキージャンプ・ワールドカップを転戦し、ジャンプ週間第1戦のオーベルストドルフで自己最高の12位となった。1月23日のサンダーベイで13位となり、このシーズン総合51位となった。
1982年世界選手権に出場し団体戦で8位だった。

## 主な成績
- 1974.02.09（土）　第11回全国中学スキー大会優勝
- 1974.03.24（日) 　第14回秋野杯ジャンプ大会中学生の部　優勝